# Cypress Hills
Cypress Hills („Zypressenhügel“) ist eine Hügelregion im südlichen Teil der kanadischen Provinzen Saskatchewan und Alberta. Nordwestlich der Hügelregion liegt in Alberta die Stadt Medicine Hat und nordöstlich in Saskatchewan liegt die Kleinstadt Maple Creek. Sie enthält die mit 1468 m höchste Erhebung der Prärieprovinz Saskatchewan. Während der Wisconsin-Eiszeit blieben die Zypressenhügel durch ihre Lage zwischen dem Laurentidischen Eisschild und dem Eisschild der Kordilleren der nördlichste Punkt Nordamerikas, der nicht vom kontinentalen Eisschild bedeckt war. Die Region wurde nach dem Vorkommen der Banks-Kiefer benannt, einer nordamerikanischen Kiefernart, die im kanadischen Französisch traditionell cyprès („Zypresse“) genannt wird.
Die Cypress Hills sind als Cypress Hills Interprovincial Park als ein grenzüberschreitender Provinzpark der beiden Provinzen ausgewiesen. Das Gebiet wurde 2005 auch in Ausmaß von 396 km² als Dark Sky Preserve (Lichtschutzgebiet, Cypress Hills Dark Sky Preserve) ausgewiesen. Dazu gehört auch der National Historic Site Fort Walsh.
In der Region befindet sich auch das Elkwater, ein See und Camping-Gebiets in Alberta.
In den Cypress Hills fand 1873 das Cypress-Hills-Massaker statt, bei dem mehr als 20 Nakoda von einer Gruppe von Abenteurern, Whiskeyhändlern und ihren Métis-Trägern ermordet wurden.